# HET-CAM
Der HET-CAM, auch Hühnerei-Test genannt, ist ein Verfahren zur Überprüfung der Schleimhautverträglichkeit von Chemikalien. Die Abkürzung steht für Hühnerei-Test an der Chorion-Allantois-Membran und ist ein CAM Assay. Häufig wird die Abkürzung auch aus dem Englischen Hen's egg test on chorioallantoic membrane hergeleitet.
Mitte der 1980er Jahre wurde der Hühner-Ei-Test an der Chorion-Allantois-Membran zur Überprüfung der Hautverträglichkeit von Chemikalien entwickelt. Die Chorion-Allantois-Membran (CAM) ist die Aderhaut eines Eies. Chorion und Allantois sind Fruchthüllen, die den Embryo bei Wirbeltieren umgeben. Die Membran ist von Blutgefäßen durchzogen und schmerzunempfindlich. Der Test wird an bebrüteten Eiern, vor dem 10. Bebrütungstag, durchgeführt. Damit ist gewährleistet, dass der Hühnerembryo noch kein Schmerzempfinden hat.
Für den Test wird die zu prüfende Substanz auf die CAM gebracht. Die Reaktionen der Membran (Blutungen, Veränderungen der Blutgefäße oder des Eiklars) werden beobachtet und ausgewertet.
Mit Hilfe des HET-CAM konnte die Häufigkeit des äußerst umstrittenen Draize-Test zur Überprüfung der Augen-/Schleimhautreizwirkung von Substanzen am Kaninchenauge (Kaninchenaugentest) reduziert werden. Das Verfahren ist valid aber noch nicht validiert und liefert bereits nach 5 bis 15 Minuten Ergebnisse. In Deutschland ist der Test als offizieller Vortest für die Prüfung der Schleimhautverträglichkeit anerkannt. Allerdings darf HET-CAM in Deutschland nur bei stark reizenden Substanzen den Test am Kaninchenauge ersetzen. In Frankreich ist er als vollständige Alternative anerkannt. Stoffe, die im HET-CAM nicht als stark irritierend beurteilt werden, müssen nach wie vor am Kaninchenauge getestet werden.
Der HET-CAM wurde von dem Osnabrücker Pharmakologen und Toxikologen Niels-Peter Lüpke 1985 entwickelt.